# Cadmoindite
La cadmoindite (simbolo IMA: Cad) è un minerale molto raro del supergruppo dello spinello e in particolare dei tiospinelli, nella cui famiglia occupa un posto nel sottogruppo della linnaeite; appartiene alla classe minerale dei "solfuri e solfosali" con la composizione chimica CdIn2S4 e quindi, da un punto di vista chimico, è un solfuro di cadmio-indio ed è l'analogo del cadmio dell'indite.

## Etimologia e storia
La cadmoindite è stata scoperta in campioni di minerali provenienti dal vulcano Kudryavy (in russo: Кудрявый) sull'isola curilica di Iturup, che di fatto appartiene alla Russia. È stata descritta per la prima volta nel 2004 da I.V. Chaplygin (И.В. Чаплыгин), N.N. Mozgova (Н.Н. Мозгова), I.A. Bryzgalov (И.А. Брызгалов) e A.V. Mokhov (А.В. Мохов), che hanno nominato il minerale con un nome che è un misto tra il suo principale costituente (il cadmio) e il minerale indite.
Il campione tipo del minerale è esposto nel Museo Mineralogico "A.J. Fersman" dell'Accademia russa delle scienze di Mosca con il numero di catalogo 317/1.

## Classificazione
Nella Sistematica dei lapis (Lapis-Systematik) di Stefan Weiß la cadmoindite è elencata nella classe dei "solfuri e solfosali" e nella sottoclasse dei "solfuri con [il rapporto di massa] metallo:S,Se,Te < 1:1", dove il minerale forma il "gruppo della linnaeite" insieme a bornhardtite, carrollite, cuprokalininite, daubréelite, fletcherite, florensovite, greigite, indite, kalininite, linnaeite, polidimite, siegenite, trüstedtite, tyrrellite e violarite con il numero di sistema II/D.01.
La nona edizione della classificazione dei minerali di Strunz, aggiornata dall'IMA fino al 2009, elenca la cadmoindite nella classe "2. Solfuri e solfosali (solfuri, seleniuri, tellururi; arseniuri, antimoniuri, bismuturi; solfoarseniuri, solfoantimonuri, solfobismuturi, ecc.)" e nella sottoclasse "2.D Solfuri metallici, M:S = 3:4 e 2:3"; questa viene ulteriormente suddivisa in base al rapporto tra metallo (M) e zolfo (S) in modo che la cadmoindite possa essere trovata nella sezione "2.DA M:S = 3:4" dove insieme a cuproiridsite, cuprokalininite, cuprorhodsite, ferrorhodsite, fletcherite, florensovite, greigite, indite, kalininite, malanite, trüstedtite, bornhardtite, carrollite, daubréelite, linnaeite, polidimite, siegenite, tyrrellite, violarite e xingzhongite forma il sistema nº 2.DA.05.
Tale classificazione è mantenuta anche nell'edizione successiva, proseguita dal database "mindat.org" e chiamata Classificazione Strunz-mindat dove ai minerali già citati si aggiungono berndlehmannite, joegoldsteinite, nickeltyrrellite e shiranuiite.
Anche la classificazione dei minerali secondo Dana, utilizzata principalmente nei paesi di lingua inglese, classifica la cadmoindite nella classe dei "solfuri e solfosali" e lì nella sottoclasse dei "minerali solfuri"; la si trova nel "gruppo della linnaeite (isometrico: Fd3m)" con il numero di sistema 02.10.01 nella sottosezione dei "solfuri – compresi seleniuri e tellururi – con la composizione AmBnXp, con (m+n):p = 3:4".

## Abito cristallino
La cadmoindite cristallizza nel sistema cubico nel gruppo spaziale Fd3m (gruppo nº 227) e la costante di reticolo a = 10,81 Å, oltre ad avere 8 unità di formula per cella unitaria.

## Chimica
Nella sua composizione chimica, la cadmoindite è costituita da cadmio (Cd), indio (In) e zolfo (S) nel rapporto di 1:2:4 tipico degli spinelli. Ciò corrisponde a una frazione di massa (% in peso) del 23,90% in peso di cadmio, del 48,83% in peso di indio e del 27,27% in peso di zolfo.
L'analisi con microsonda elettronica del campione tipo di Kudrjawy dall'isola di Iturup, d'altra parte, ha mostrato una composizione media leggermente diversa di 19,98% in peso di cadmio, 49,51% in peso di indio e 27,53% in peso di zolfo, nonché ulteriori piccole miscele di 1,71% in peso di ferro (Fe), 0,77% in peso di zinco (Zn), 0,29% in peso di germanio (Ge) e 0,04% in peso di selenio (Se). Dai valori è stata calcolata la seguente composizione empirica:
{\displaystyle {\ce {(Cd_{0,82}Fe_{0,14}Zn_{0,05})_{\Sigma =1,01}(In_{1,99}Ge_{0,02})_{\Sigma =2,01}S_{3,98}}}}
che è stata idealizzata in CdIn2S4.

## Origine e giacitura
La cadmoindite si forma negli strati più bassi delle croste minerali risublimate dalle fumarole. I minerali associati includono greenockite, pirite, reniite, wurtzite contenente cadmio e vari solfuri di piombo-bismuto.
Oltre alla sua località tipo presso il vulcano Kudrjawy sull'Iturup, il minerale è stato finora trovato solo nel vulcano Ebeko sull'isola di Paramušir, che appartiene anch'essa alle Isole Curili, tra la Russia e il Giappone, e nella miniera di carbone di "Katerina" vicino a Radvanice nel distretto di Trutnov (Repubblica Ceca).

## Forma in cui si presenta in natura
La cadmoindite sviluppa piccoli cristalli ottaedrici di dimensioni fino a circa 0,15 mm con modelli di crescita a gradini triangolari sulle superfici cristalline. Il minerale è traslucido e di colore marrone scuro tendente al nero, alla luce riflessa anche di colore grigio con forti riflessi interni bruno-rossastri. Le superfici hanno una lucentezza simile a quella del diamante.